# Макгиох, Джон
Джон Макгиох (англ. John McGeoch, 25 августа 1955 года — 4 марта 2004 года) — шотландский рок-музыкант, гитарист, ставший известным благодаря участию в нескольких заметных пост-панк-группах, — в частности, Magazine, Siouxsie and the Banshees, Visage и Public Image Ltd. Признанный специалистами одним из самых влиятельных гитаристов своего поколения, Макгиох был известен также как «Джимми Пейдж новой волны». В 1996 году журнал Mojo ввел Макгиоха в список «100 Greatest Guitarists of All Time» (отметив как выдающуюся его работу в песне Siouxsie and the Banshees «Spellbound»).
Сьюзи Сью называла Макгиоха своим любимым гитаристом всех времен, отмечая его увлеченность гитарной абстракицей. «Мне нравилось, что я могла сказать: хочу, чтобы это звучало, как лошадь, падающая с утеса, и он точно понимал, что я имею в виду», — говорила вокалистка группы. В числе тех, кто признавал влияние Макгиоха на их творчество, были музыканты Radiohead, Джонни Марр (The Smiths), Дэйв Наварро из Jane's Addiction.

## Дискография
Magazine
- Real Life (1978)
- Secondhand Daylight (1979)
- The Correct Use of Soap (1980)

Visage
- Visage (1980)

Generation X
- Kiss Me Deadly (1981)

Siouxsie and the Banshees
- Kaleidoscope (1980)
- Juju (1981)
- A Kiss in the Dreamhouse (1982)

The Armoury Show
- Waiting for the Floods (1985)

Public Image Ltd
- Happy? (1987)
- 9 (1989)
- That What Is Not (1992)